# Ogólnokształcąca Szkoła Baletowa im. Romana Turczynowicza w Warszawie
Ogólnokształcąca Szkoła Baletowa im. Romana Turczynowicza w Warszawie – państwowa szkoła baletowa w Warszawie znajdująca się w dzielnicy Śródmieście.

## Historia
Szkoła działa w swojej obecnej siedzibie przy ul. Moliera od 1956 roku, kontynuując tradycje szkoły baletowej powstałej w 1818 roku przy Teatrze Narodowym w Warszawie. Budynek szkoły wzniesiono w latach 1952–1953 według projektu Bohdana Pniewskiego. Od 1979 roku patronem szkoły jest Roman Turczynowicz.

## Zakres kształcenia
Nauka, kończąca się uzyskaniem świadectwa maturalnego i dyplomu ukończenia szkoły, trwa dziewięć lat, łącząc program klas IV–VIII szkoły podstawowej i liceum ogólnokształcącego z przedmiotami artystycznymi przygotowującymi do pracy w zawodzie współczesnego tancerza baletowego.
W szkole nauczane są następujące przedmioty artystyczne:
- taniec klasyczny
- umuzykalnienie
- techniki uzupełniające
- taniec współczesny
- taniec ludowy i taniec charakterystyczny
- historia tańca
- rytmika
- akompaniament
- taniec dawny
- partnerowanie
- audycje muzyczne

## Absolwenci
Na stronie szkoły opublikowano listę absolwentów od 1953/1954 roku. Wśród powojennych absolwentów byli m.in.:
- Ewa Głowacka
- Anna Grabka
- Bożena Kociołkowska
- Dominika Krysztoforska
- Izabela Milewska
- Wojciech Wiesiołłowski
- Gerard Wilk
- Waldemar Wołk-Karaczewski
- Witold Zapała